# BR-158
A BR-158 é uma rodovia longitudinal federal brasileira que atravessa o país de norte a sul.
Inicia-se na cidade de Redenção, no Pará passando pelos estados do Mato Grosso, Goiás, Mato Grosso do Sul, São Paulo, Paraná, Santa Catarina e Rio Grande do Sul, terminando no município de Santana do Livramento, cidade próxima da Fronteira Brasil-Uruguai.
No planejamento original do Ministério dos Transportes, seu ponto inicial deveria se localizar entre as rodovias BR-230 e PA-415 no município de Altamira no estado do Pará. Entretanto, esta ligação com Altamira jamais foi construída; com isso, a rodovia em si só começa mesmo em Redenção, no sul do estado. Apesar de longa, alguns trechos da rodovia não se conectam com o traçado original, desencadeando em várias partes "interpostas" com outras rodovias estaduais e federais; considerando apenas os trechos oficialmente existentes a rodovia possui 2 973 quilômetros de extensão.
Curiosamente, ao contrário da maioria das rodovias longitudionais, ela não atravessa nenhuma capital brasileira. É uma das principais rodovias do interior do Brasil juntamente com a BR-163 e BR-364.
A rodovia é extremamente importante para estados como o Mato Grosso, maior produtor de grãos do país  (o estado é o maior produtor de soja, milho, algodão , 3º maior produtor de feijão e 6º maior produtor de cana-de-açúcar do país), além de ter o maior rebanho bovino do país, mais de 30 milhões de cabeças de gado, representando sozinho quase 14% da produção nacional.  A pavimentação e conservação da estrada, que ainda tem trechos de terra, é considerada importante fator de desenvolvimento econômico, interferindo nos custos no transporte, e no preço das mercadorias que chegam ao consumidor final. O Vale do Araguaia, por onde passa a estrada, é um grande pólo de desenvolvimento estadual. Em 2005, o ex-secretário de Infra-Estrutura do Brasil, Luiz Antônio Pagot, citou que "a BR-158 é um eixo estruturante, multimodal, que combina rodovia com hidrovia e ferrovia, por isso é de grande importância". Ainda segundo o mesmo , "a finalização das obras de pavimentação da BR-158 dará competitividade não apenas ao agronegócio mato-grossense, mas dará condições de que o porto de Ponta da Madeira seja também um corredor de exportação para outros produtos que poderão ser incorporados. Criará também oportunidades de retorno de frete do Nordeste. Os navios que vierem do exterior poderão trazer insumos agrícolas e outros produtos. A BR-158 fará ligação com duas grandes ferrovias: a de Carajás, que vai desde as jazidas de Carajás (no Pará) até o terminal de Ponta de Madeira, em São Luiz (Maranhão), e a Ferrovia Norte-Sul que atualmente está em Estreito, Tocantins, e vem descendo para o Estado de Goiás". 
Para o estado do Pará a rodovia também é de vital importância. Passa por toda a grande região mineradora do estado, na área da Serra dos Carajás. Considerando somente o 1º semestre de 2017 (metade do ano), a produção do Pará de minérios foi liderada pelo minério de ferro (77,5 milhões de toneladas). A bauxita vem em 2º lugar, com 16 milhões de toneladas. Em 3º lugar o manganês, com 1 milhão de toneladas; em 4º o caulim com 662 mil toneladas; depois o cobre com 424 mil toneladas, o calcário com 335 mil toneladas, o níquel com 42 mil toneladas e o ouro com 1,6 mil toneladas. Em termos de valor comercializado, o ferro rendeu quase R$ 13 bilhões, o cobre R$ 2,7 bilhões, a bauxita R$ 1,4 bilhão, o níquel R$ 345 milhões, o manganês R$ 302 milhões, o caulim R$ 289 milhões, o ouro R$ 150 milhões, e o calcário R$ 12 milhões, num total de R$ 18,1 bilhões. A China responde por 48,8% das exportações paraenses, seguida da Malásia com 7,3%. As exportações para a China e para a Malásia são predominantemente de minério de ferro, 93,1% e 97,0%, respectivamente. Em 2016, as substâncias da classe dos metálicos responderam por cerca de 77% do valor total da produção mineral comercializada brasileira. Dentre essas substâncias, oito corresponderem a 98,6% do valor: alumínio, cobre, estanho, ferro, manganês, nióbio, níquel e ouro. Destaque para a expressiva participação do ferro nesse montante, cuja produção é concentrada, principalmente, nos estados de Minas Gerais e Pará.   A produção de minério de ferro do país foi de 410 milhões de toneladas em 2019. O Brasil é o segundo maior exportador global de minério de ferro e tem a segunda posição no ranking de reservas: debaixo do solo brasileiro há pelo menos 29 bilhões de toneladas. As maiores reservas atualmente estão nos estados de Minas Gerais e do Pará.
A rodovia também tem grande importância econômica e logística para o Sul do Brasil, pois passa por áreas de grande produção do Rio Grande do Sul, Santa Catarina e Paraná. O Rio Grande do Sul é maior produtor de arroz do País, com 70,5% da produção do Brasil, e Santa Catarina é o segundo maior produtor nacional. Na soja,o Paraná e o Rio Grande do Sul estão entre os maiores produtores do país, com cerca de 16% da produção nacional para cada um, perdendo apenas para o Mato Grosso. O Paraná é o 2º maior produtor de milho do país, e em terceiro, está o Rio Grande do Sul.   Também passa por grandes áreas de produção de carne suína, onde os 3 estados do Sul são os maiores produtores do país. Santa Catarina é o maior produtor no Brasil. O Estado é responsável por 28,38% dos abates do país e por 40,28% das exportações de carne suína brasileira. Já o Paraná detém um plantel de 667 mil matrizes alojadas, com um rebanho representativo de 17,85% do total brasileiro. O Paraná ocupa a segunda posição no ranking produtivo do país, com 21,01%, e a terceira colocação entre os Estados exportadores, com 14,22%.  Em 3º lugar no Brasil vem o Rio Grande do Sul, com quase 15% de participação.  A região Oeste do Paraná é hoje o principal polo transformador de grãos em proteína animal do País.  Além disso, a região Sul detém o primeiro lugar no ranking na produção brasileira de leite. O Sul tem 35,7% da produção brasileira de leite, O Paraná já é o segundo maior produtor nacional com 4,7 bilhões de litros.  Também passa pela região produtora de cana-de-açúcar do Paraná que, em 2017, era o quinto maior produtor de cana, terceiro de açúcar e quinto de álcool do país. Colheu cerca de 46 milhões de toneladas de cana neste ano. O setor sucroalcooleiro do Estado tem 25 usinas e emprega cerca de 55 mil pessoas. As regiões de Umuarama, Paranavaí, Maringá e Jacarezinho concentram a produção. O Brasil é o maior produtor mundial, com 672,8 milhões de toneladas colhidas em 2018. 

## Região Norte

### Pará
- Altamira
- Anapu
- Pacajá
- Novo Repartimento
- Itupiranga
- Marabá
- Eldorado do Carajás
- Piçarra
- Sapucaia
- Água Azul do Norte (entre Água Azul, Bannach e Rio Maria recebe o nome de estrada do Creone ou Rodovia de Bannach)
- Xinguara
- Bannach  (entre Água Azul, Bannach e Rio Maria  recebe o nome de estrada do Creone ou Rodovia de Bannach)
- Rio Maria (entre Água Azul, Bannach e Rio Maria  recebe o nome de estrada do Creone ou Rodovia de Bannach)
- Redenção
- Santa Maria das Barreiras
- Santana do Araguaia

## Região Centro-Oeste

### Mato Grosso
- Vila Rica
- Confresa
- Porto Alegre do Norte
- Canabrava do Norte
- São Félix do Araguaia
- Bom Jesus do Araguaia
- Ribeirão Cascalheira
- Canarana
- Água Boa
- Nova Nazaré
- Nova Xavantina
- Barra do Garças

### Goiás

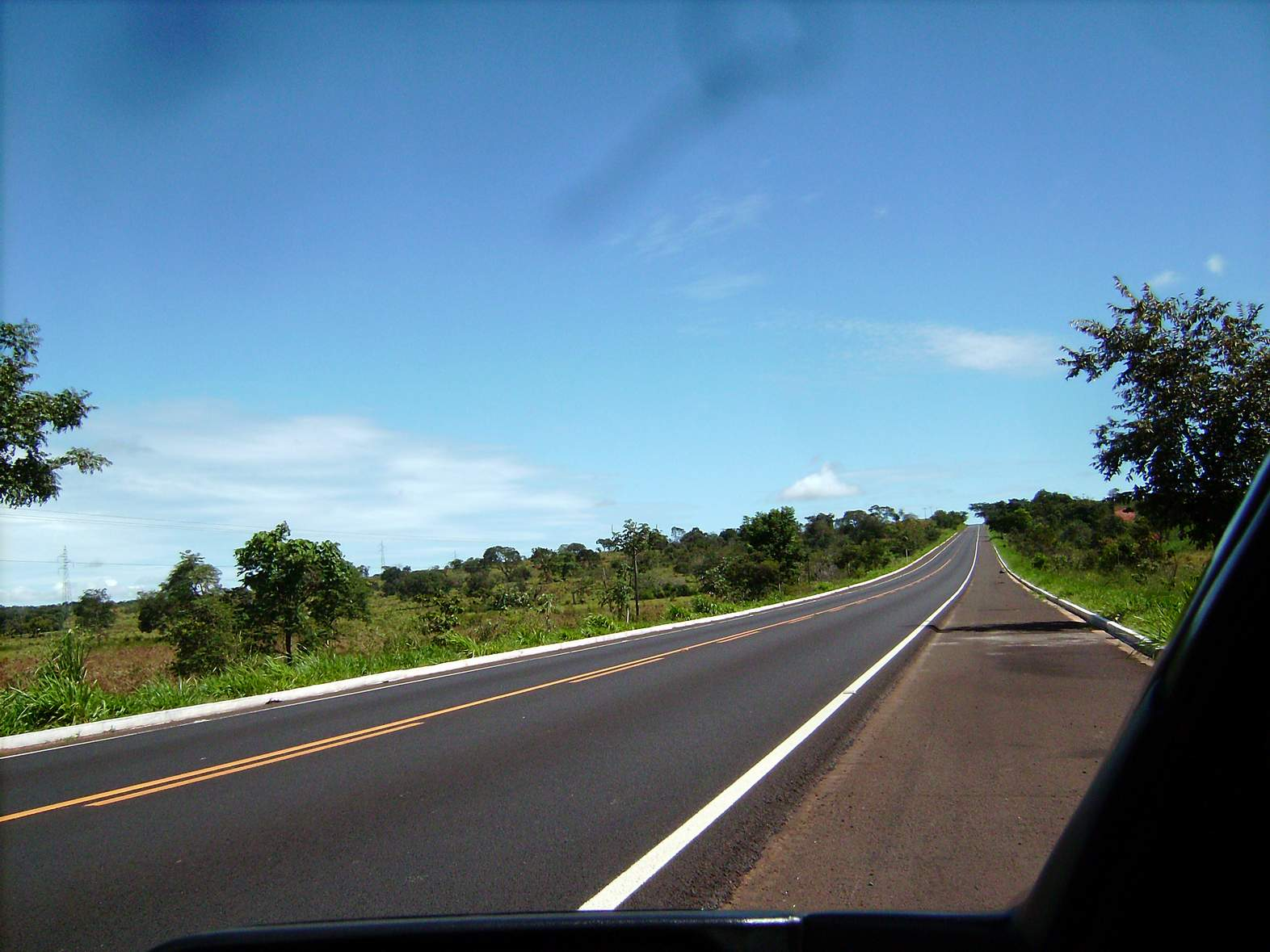
BR-158 em Paranaíba, Mato Grosso do Sul.

- Aragarças
- Bom Jardim de Goiás
- Piranhas
- Caiapônia
- JataíBR-158 em Paranaíba, Mato Grosso do Sul.
- Serranópolis
- Aporé

### Mato Grosso Do Sul
- Cassilândia
- Paranaíba (Mato Grosso do Sul)
- Aparecida do Taboado
- Selvíria
- Três Lagoas
- Brasilândia

## Região Sudeste

### São Paulo
- Paulicéia
- Panorama
- Santa Mercedes
- Tupi Paulista
- Dracena
- Presidente Venceslau
- Marabá Paulista
- Mirante do Paranapanema
- Teodoro Sampaio
- Sandovalina

## Região Sul

### Paraná

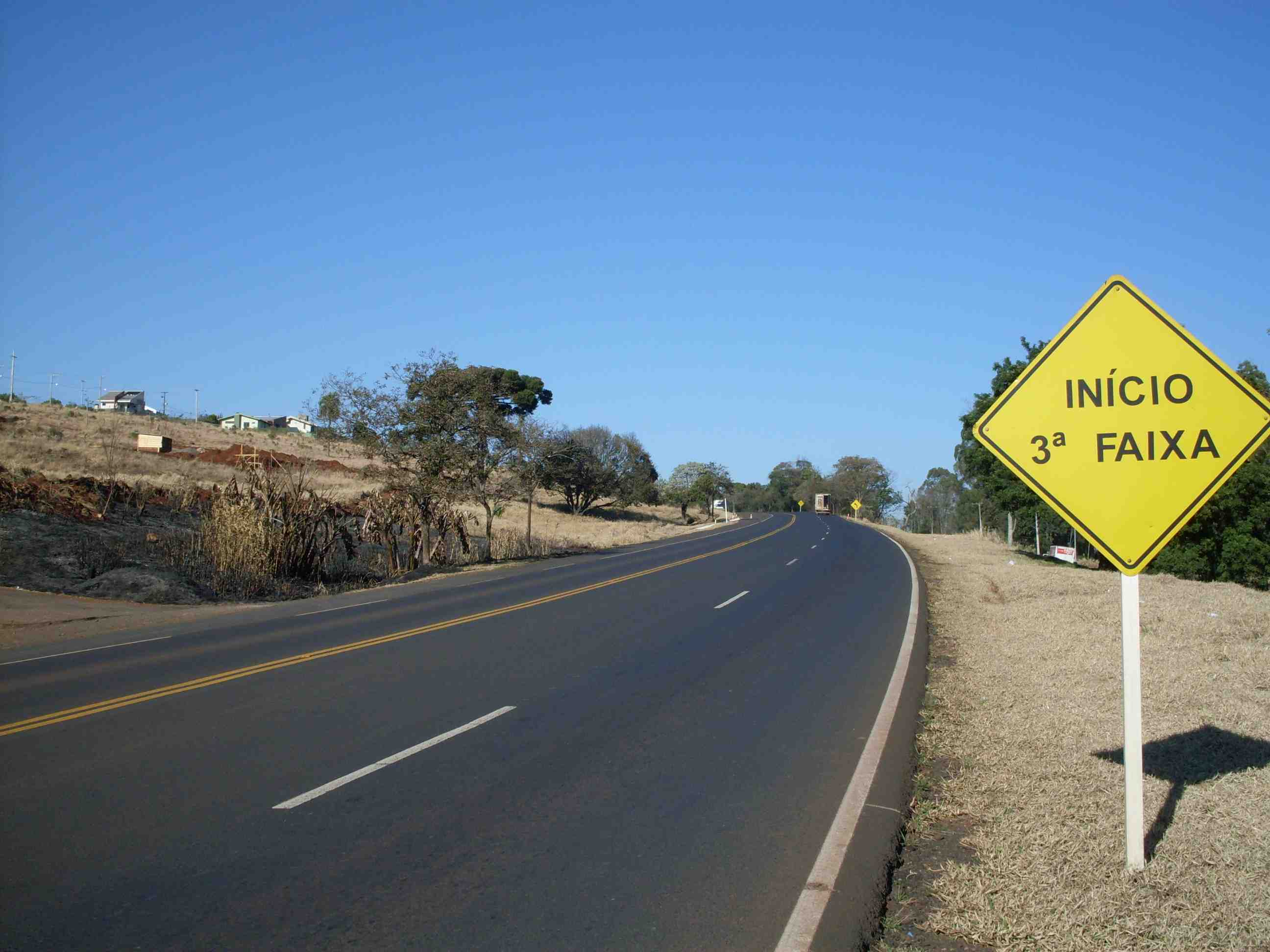
BR-158 no Paraná.

#### Noroeste Paranaense
- Itaguajé
- Paranapoema
- Paranacity
- Inajá
- São João De Caiuá
- Paranavaí
- Tamboara
- Jussara

#### Centro Ocidental Paranaense
- Terra Boa
- Engenheiro Beltrão
- Peabiru
- Campo Mourão
- Luiziana
- Roncador

#### Centro Sul Paranaense

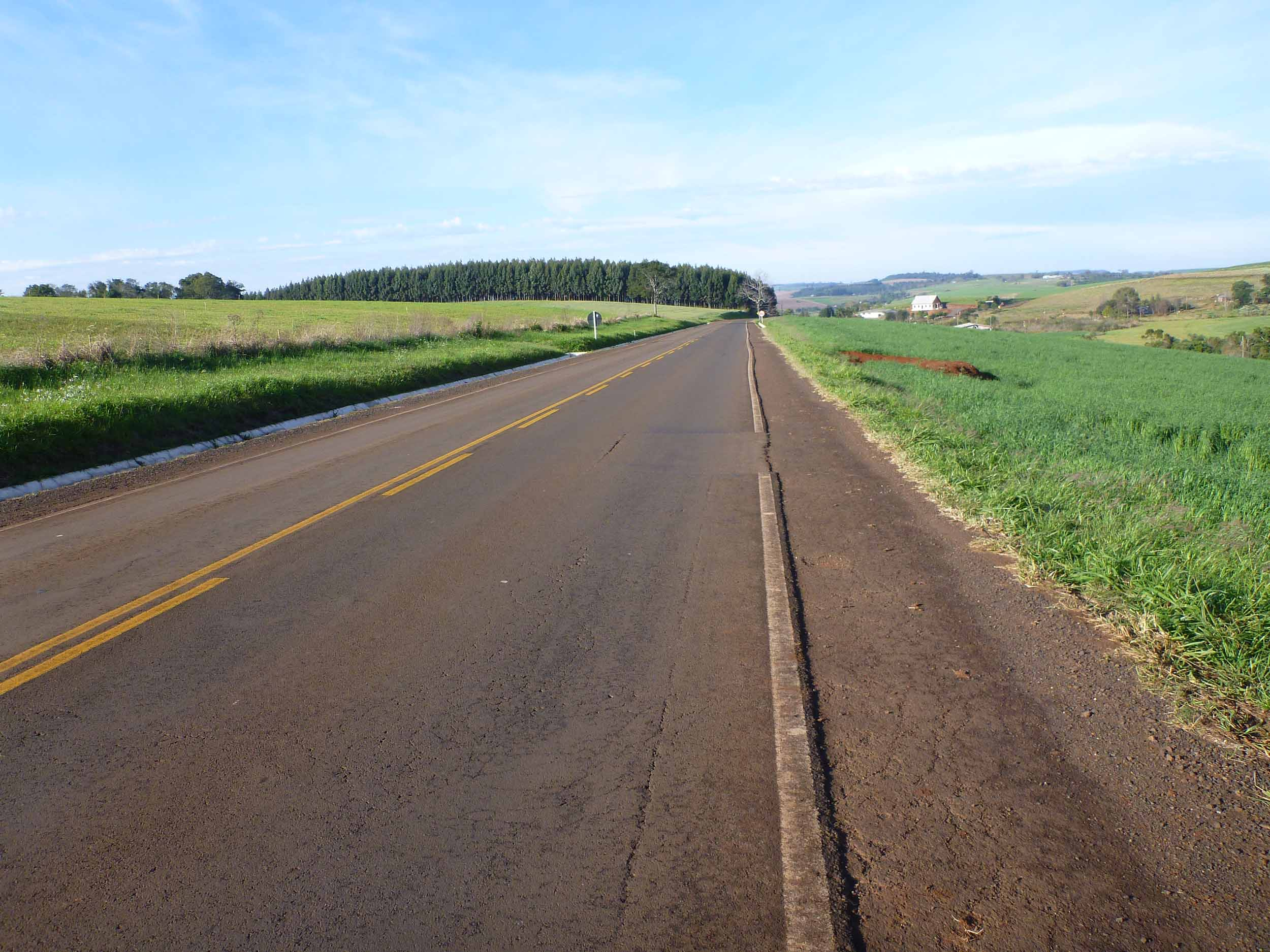
BR-158 em Saudade do Iguaçu, Paraná

- Mato Rico
- Palmital
- Marquinho
- Passo Liso
- Laranjeiras do Sul
- Rio Bonito de IguaçuBR-158 em Saudade do Iguaçu, Paraná

#### Sudoeste Paranaense
- Saudade de Iguaçu
- Chopinzinho
- Coronel Vivida
- Pato Branco
- Vitorino

### Santa Catarina

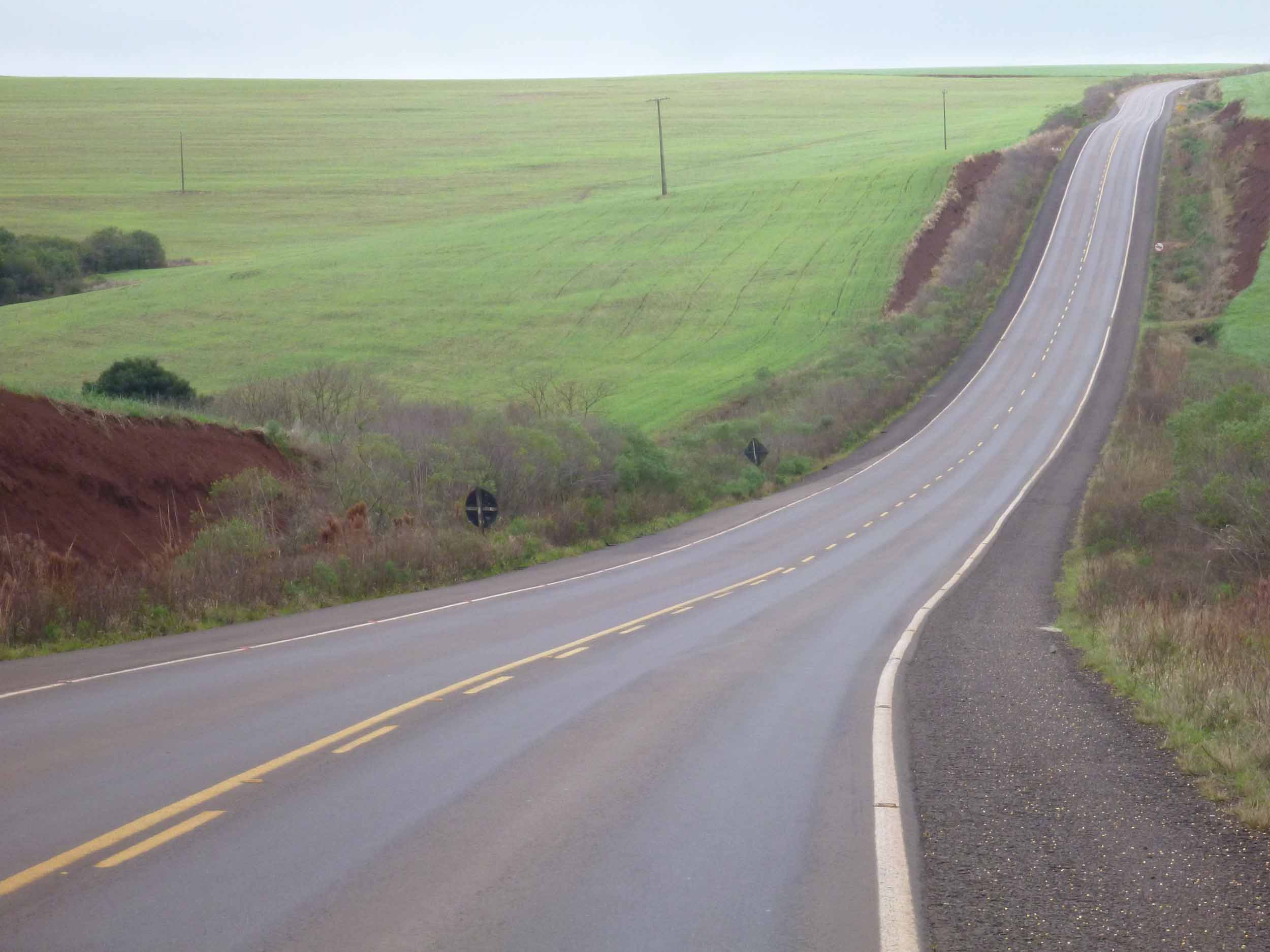
BR-158 no Rio Grande do Sul.

- São Lourenço do Oeste
- Campo Erê
- Saltinho
- Bom Jesus do Oeste
- Tigrinhos
- Maravilha
- Cunha Porã
- Caibi
- Palmitos

### Rio Grande do Sul

#### Noroeste Rio-Grandense
- Iraí
- Frederico Westphalen
- Seberi
- Boa Vista das Missões
- Jaboticaba
- Palmeira das Missões
- Condor
- Panambi
- Pejuçara
- Cruz Alta

#### Centro Ocidental Rio-Grandense

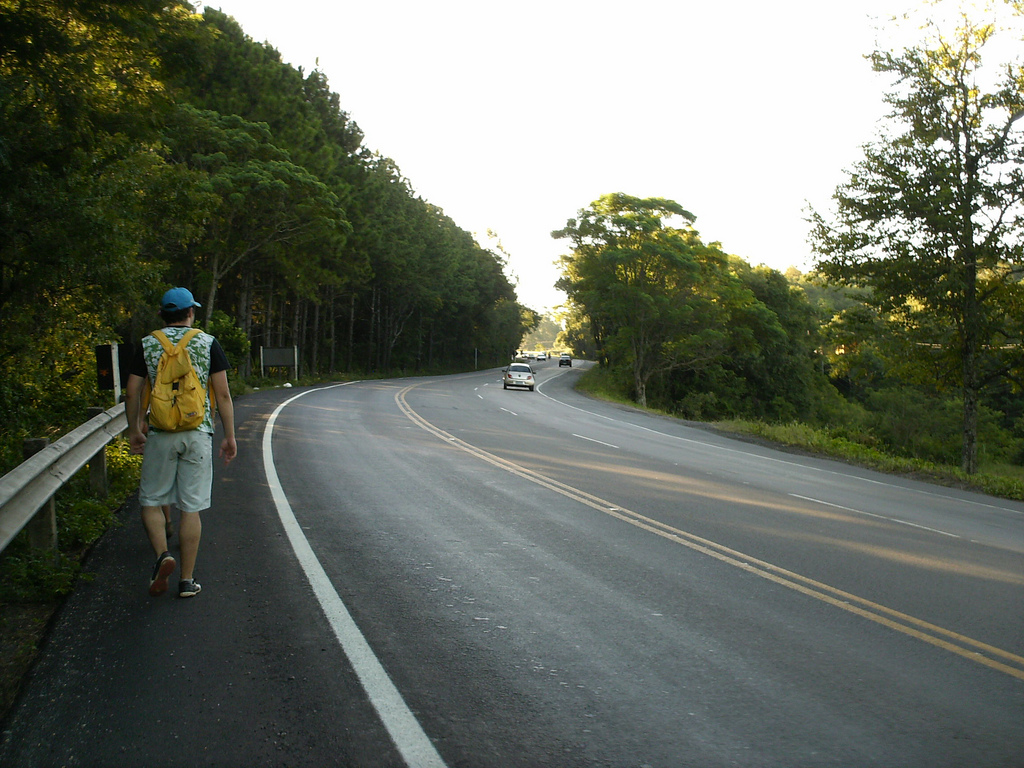
BR-158 em Santa Maria.

- Tupanciretã
- Julio de Castilhos
- Itaara
- Santa Maria
- Cacequi

#### Sudoeste Rio-Grandense
- Rosário Do Sul
- Sant'ana Do Livramento